# Оріанті
Оріанті Пенні Панагаріс (англ. Orianthi Penny Panagaris; нар. 22 січня 1985, Аделаїда, Австралія), більш відома як просто Оріанті — австралійська гітаристка, співачка й авторка пісень. Набула популярності як гітаристка Майкла Джексона в турі-поверненні «This Is It», який не відбувся, й учасниця гурту Еліса Купера.

## Життєпис та кар'єра
Оріанті народилася в Аделаїді, але за походженням наполовину гречанка. Вона вчилася грі на акустичній гітарі з 6 років у свого батька, з 12 почала займатися грою на електрогітарі, а в 15 років залишила школу, щоб зосередитися на написанні пісень і виступах. З 14 років Оріанті грала в різних групах своїх друзів у Англії та Франції. У 18 років вона отримала можливість зустрітися й зіграти разом з Карлосом Сантаною. Він запросив Оріанті зіграти джем під час саундчека. В кінці 2006 року вона підписала контракт із лейблом Geffen Records і поселилася в Лос-Анджелесі, Каліфорнія. Мала виступати на скасованому турі Майкла Джексона «This Is It».
У 2011—2012 роках виступала як лайв-гітаристка в гурті Еліса Купера.
З 2016 року зустрічається й виступає з колишнім гітаристом «Bon Jovi» Річі Самборою, спільно з яким під назвою RSO (Richie Sambora + Orianthi) було випущено три альбоми.
Використовує гітари фірм PRS, підсилювачі EVH і Marshall.

## Дискографія

### Студійні альбоми
- 2007 — Violet Journey
- 2009 — Believe
- 2010 — Believe (II)
- 2013 — Heaven In This Hell
- 2018 — Radio Free America (спільно з Річі Самбора)

### Збірки
- 2014 — The Best of Orianthi, Vol. 1

### Мініальбоми
- 2011 — Fire EP
- 2017 — Rise (спільно з Річі Самбора)
- 2017 — Making History (спільно з Річі Самбора)